# Pacific (Washington)
Pacific je grad u američkoj saveznoj državi Washington. Prema popisu stanovništva iz 2010. u njemu je živjelo 6.606 stanovnika.